# Батальон миротворческих сил Азербайджана
Батальон миротворческих сил Азербайджана (азерб. Azərbaycan Sülhməramlı Qüvvələri) — воинское подразделение Вооружённых сил Азербайджана.

## Миротворческая деятельность
Миротворческий отряд в составе Вооружённых сил Азербайджана был создан в 1997 году, позднее он был переформирован в батальон.
Начиная с сентября 1999 года азербайджанские военнослужащие осуществляют миротворческую деятельность в составе международных миротворческих сил в Косово, Афганистане и Ираке.

### Косово
Взвод азербайджанских миротворцев численностью 34 человека, состоящий из одного офицера, одного сержанта и 32 рядовых нёс службу в Косово с сентября 1999 года в составе турецкого батальона. Азербайджанские военнослужащие осуществляли контроль в 18 сёлах края.
17 февраля 2008 года парламент Косова утвердил резолюцию о независимости. 26 февраля 2008 года президент Азербайджана Ильхам Алиев направил обращение Милли меджлису об отзыве миротворцев Азербайджана из Косово, которое было рассмотрено на заседании парламента 4 марта 2008 года. Проект постановления, представленного в порядке законодательной инициативы президента был принят 87 голосами «за», при 3 «против» и 2 воздержавшихся. 15 апреля 2008 года взвод вернулся в Азербайджан. В общей сложности в Косово прошли службу около 400 азербайджанских военнослужащих.

### Ирак
Военнослужащие Азербайджана находились в Ираке по решению Совета безопасности ООН с 2003 года. Азербайджанские военнослужащие, состоявшие из 14 офицеров, 16 сержантов и 120 рядовых — охраняли ГЭС и водохранилище в иракском городе Аль-Хадита. В соответствии с решением Милли меджлис Азербайджана от 11 ноября 2008 года, миротворческий контингент из 150 военнослужащих азербайджанских вооружённых сил завершил свою миссию в Ираке и вернулся домой, где был торжественно встречен представителями Минобороны Республики, послами США и Ирака в Азербайджане, а также родными и близкими военнослужащих.
Обращение президента Азербайджана Ильхама Алиева об отзыве азербайджанского воинского контингента из Ирака было одобрено на пленарном заседании Милли меджлиса 86 голосами «За» и 1 «против». Одним днём ранее, 10 ноября 2008 года, обращение президента было одобрено постоянной комиссией по обороне и безопасности.

### Афганистан
Первоначально в Афганистан был направлен взвод батальона миротворческих сил (22 военнослужащих). 4 января 2008 года в состав сил ISAF был отправлен дополнительный взвод численностью 23 человека. Эти солдаты несли патрульно-постовую службу в Кабуле.
В сентябре 2008 года Ильхам Алиев представил в парламент страны проект закона об увеличении количества азербайджанских военнослужащих в миротворческих операциях в Афганистане, после принятия которого Азербайджан направил в Афганистан дополнительные миротворческие силы — два взвода общей численностью 45 человек. Таким образом, общее количество азербайджанских миротворцев в Афганистане достигло 90 человек.
По состоянию на 1 августа 2013 года численность контингента составляла 94 военнослужащих.
28 декабря 2014 года командование НАТО объявило о том, что операция «Несокрушимая свобода» в Афганистане завершена. Тем не менее, боевые действия в стране продолжались и иностранные войска остались в стране — в соответствии с начатой 1 января 2015 года операцией «Решительная поддержка».
Численность азербайджанского военного контингента была увеличена до 120 военнослужащих.

### Южный Судан
В ноябре 2018 года Азербайджана принял решение разместить в Республике Южный Судан военный состав из четверых азербайджанских военнослужащих для участие в миссии под командованием миротворческой миссии ООН. 30 января 2019 года 2 офицера азербайджанской армии в качестве наблюдателей приступили к службе в городе Джуба.

## Галерея

### Ирак

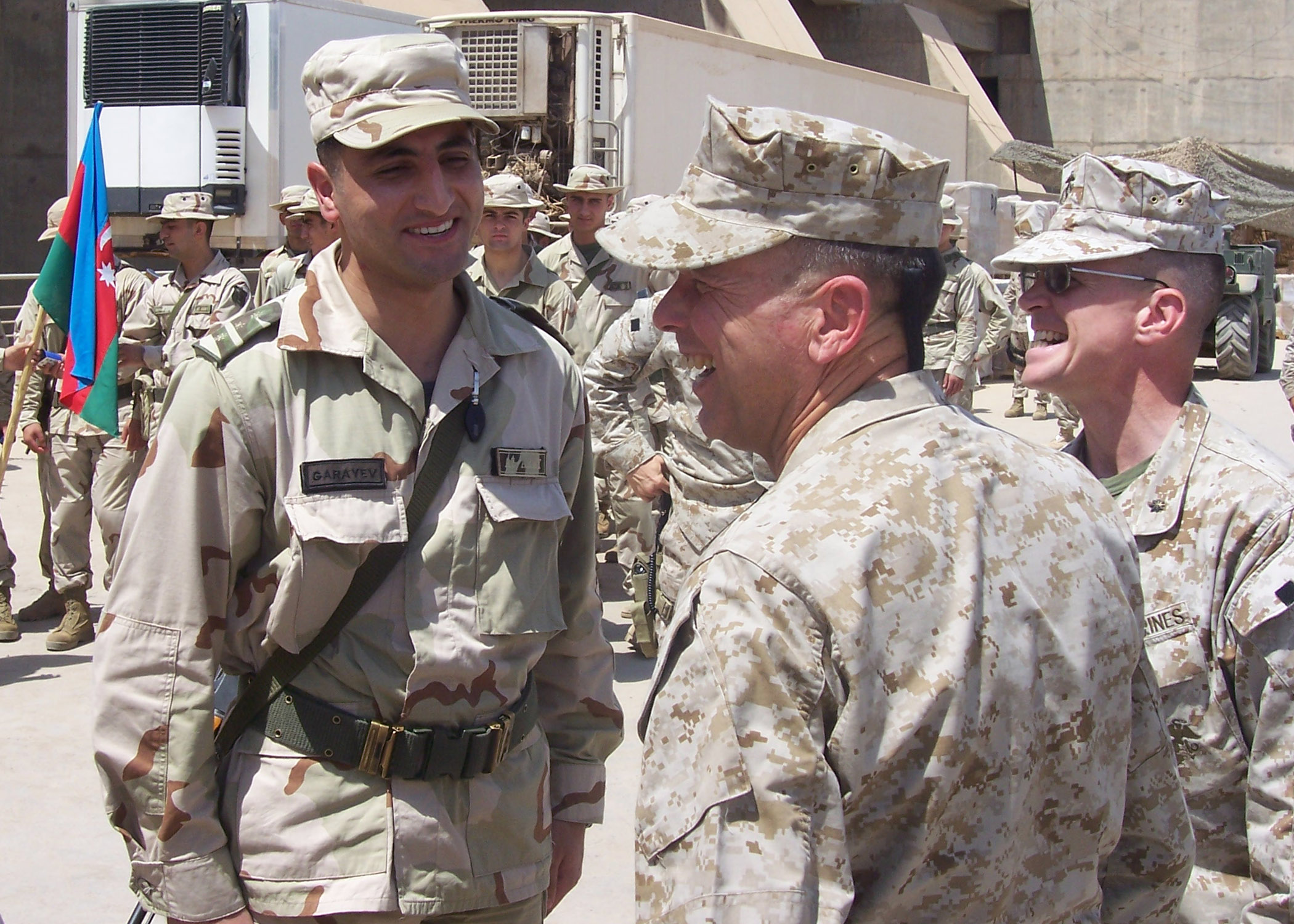
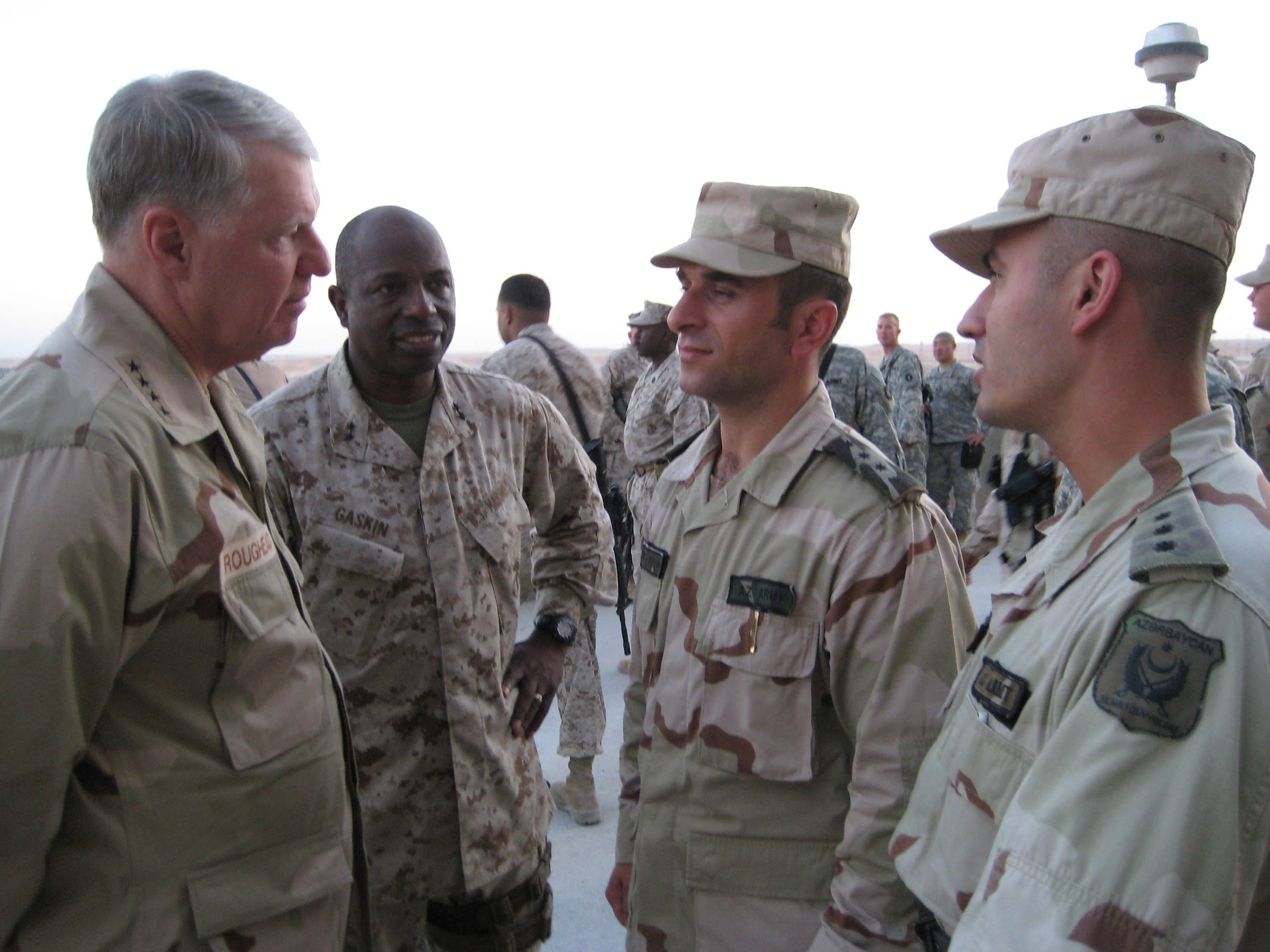
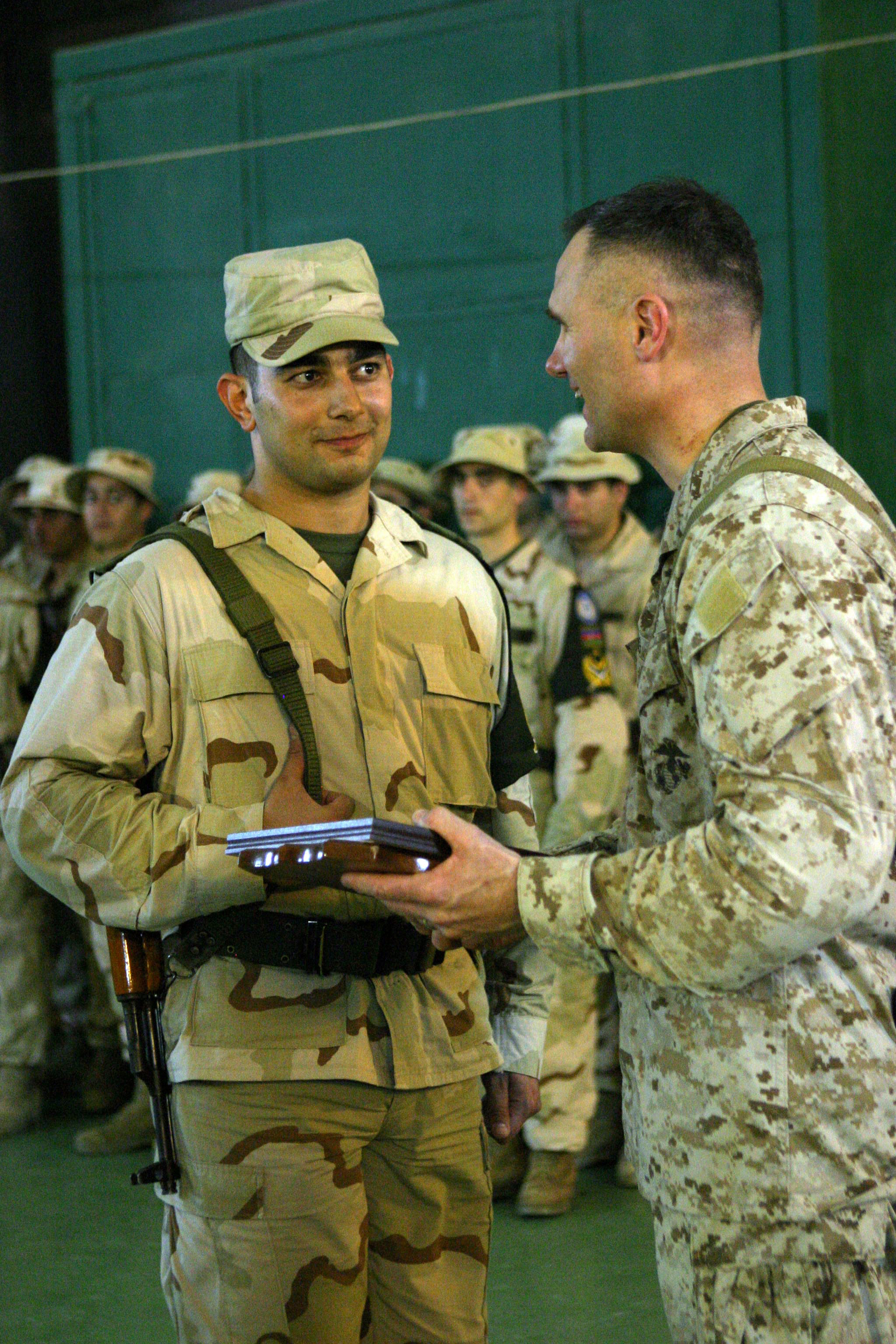
Награждение азербайджанских миротворцев, покидающих Ирак
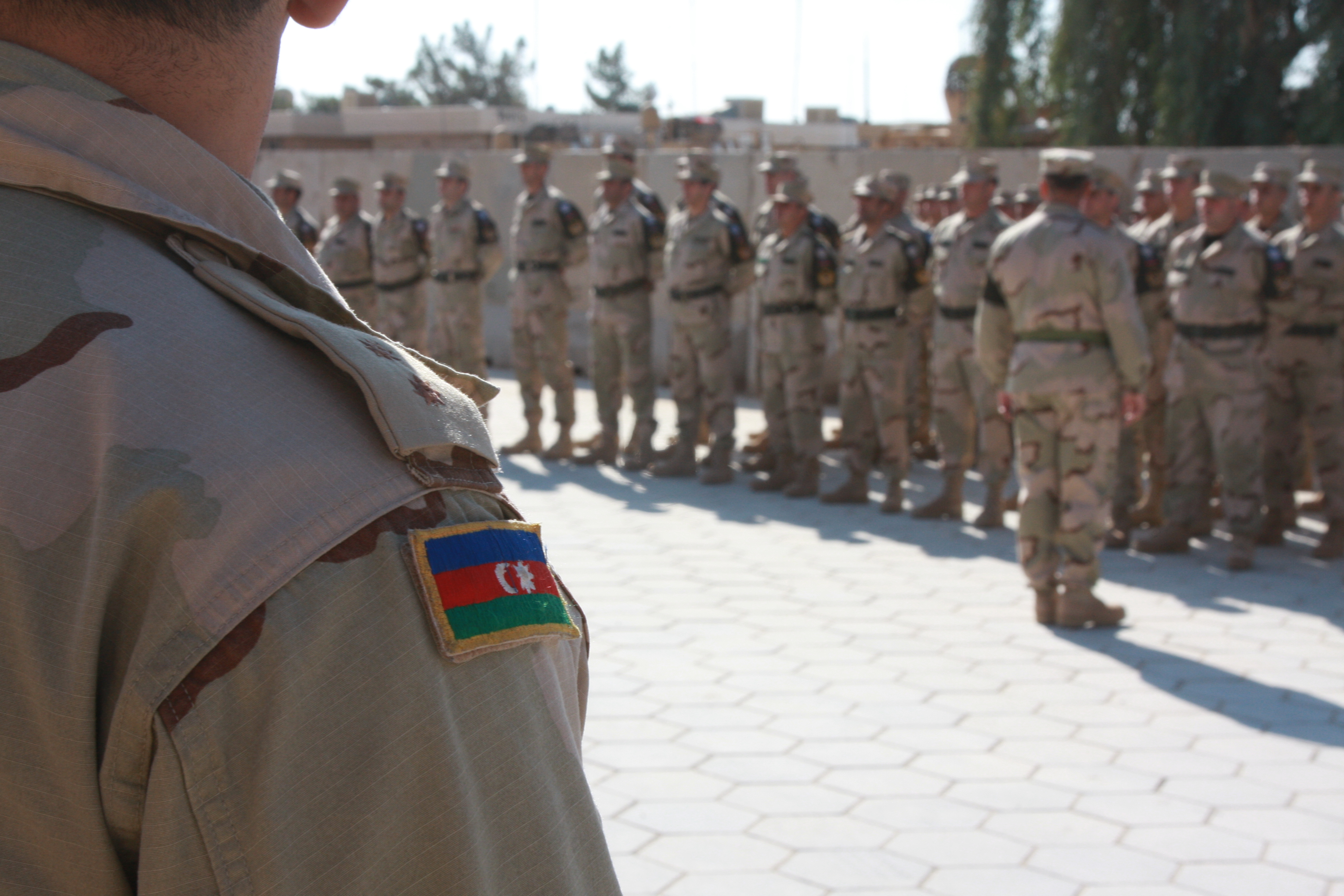
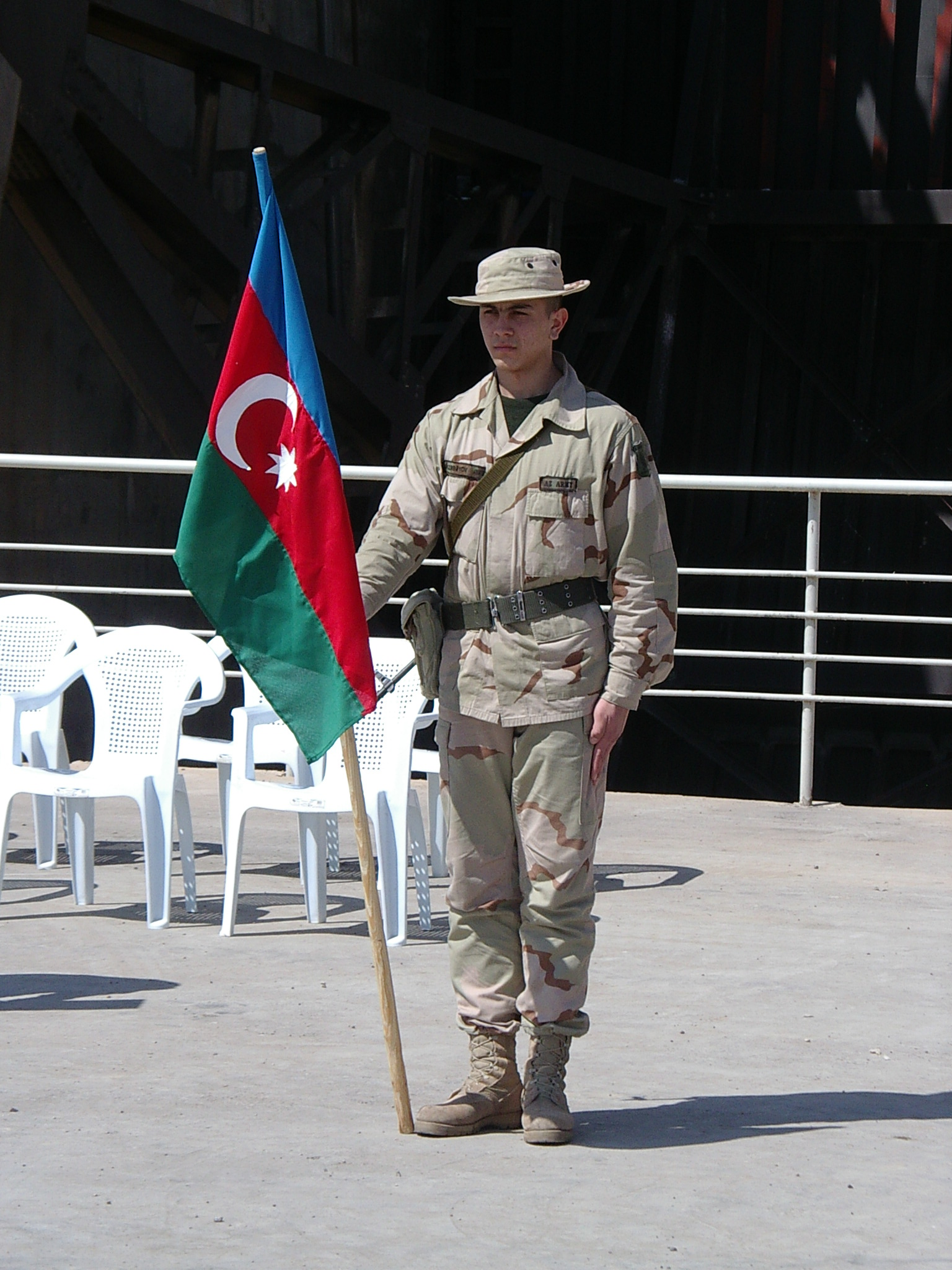
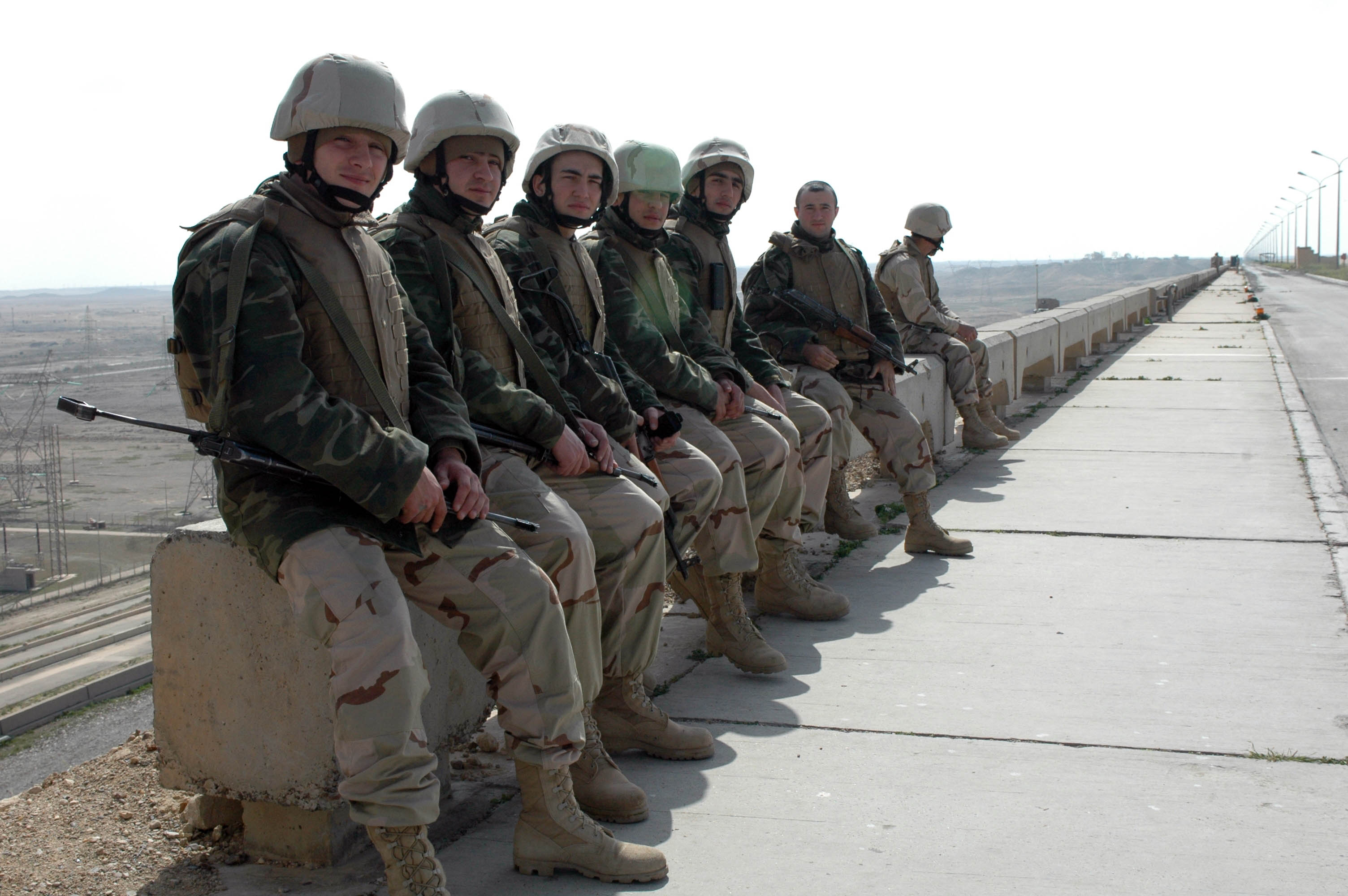
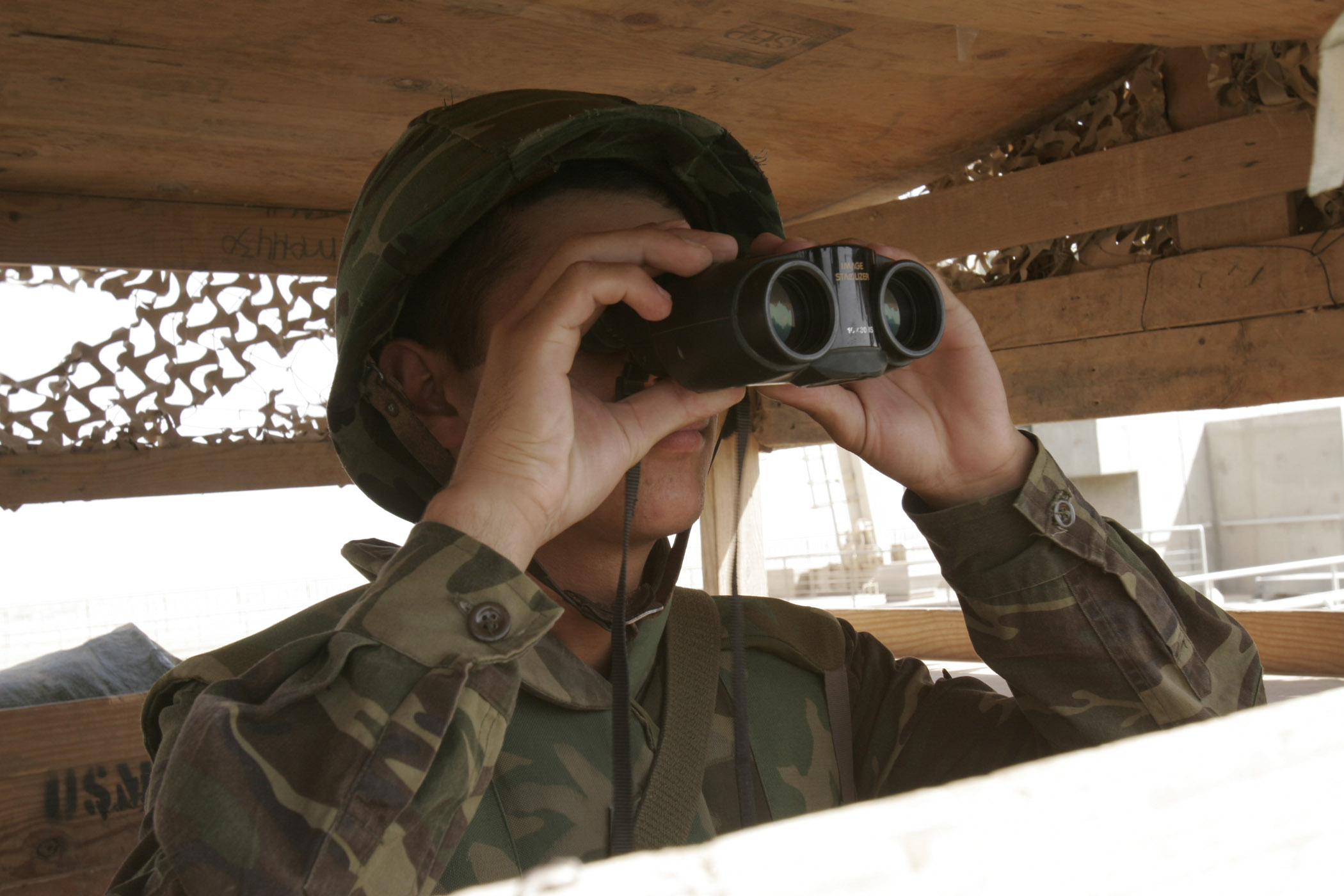
Наблюдательный пост
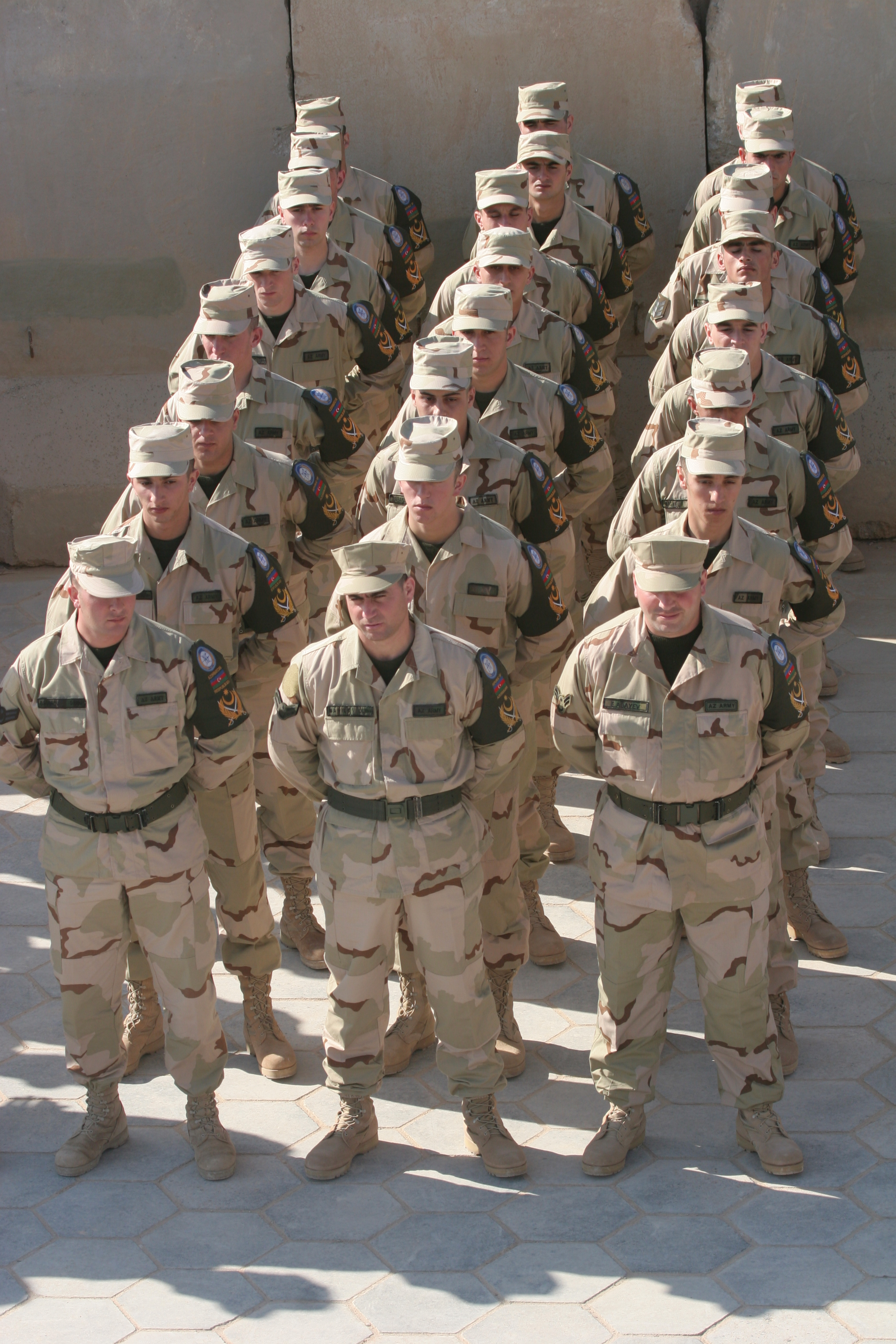
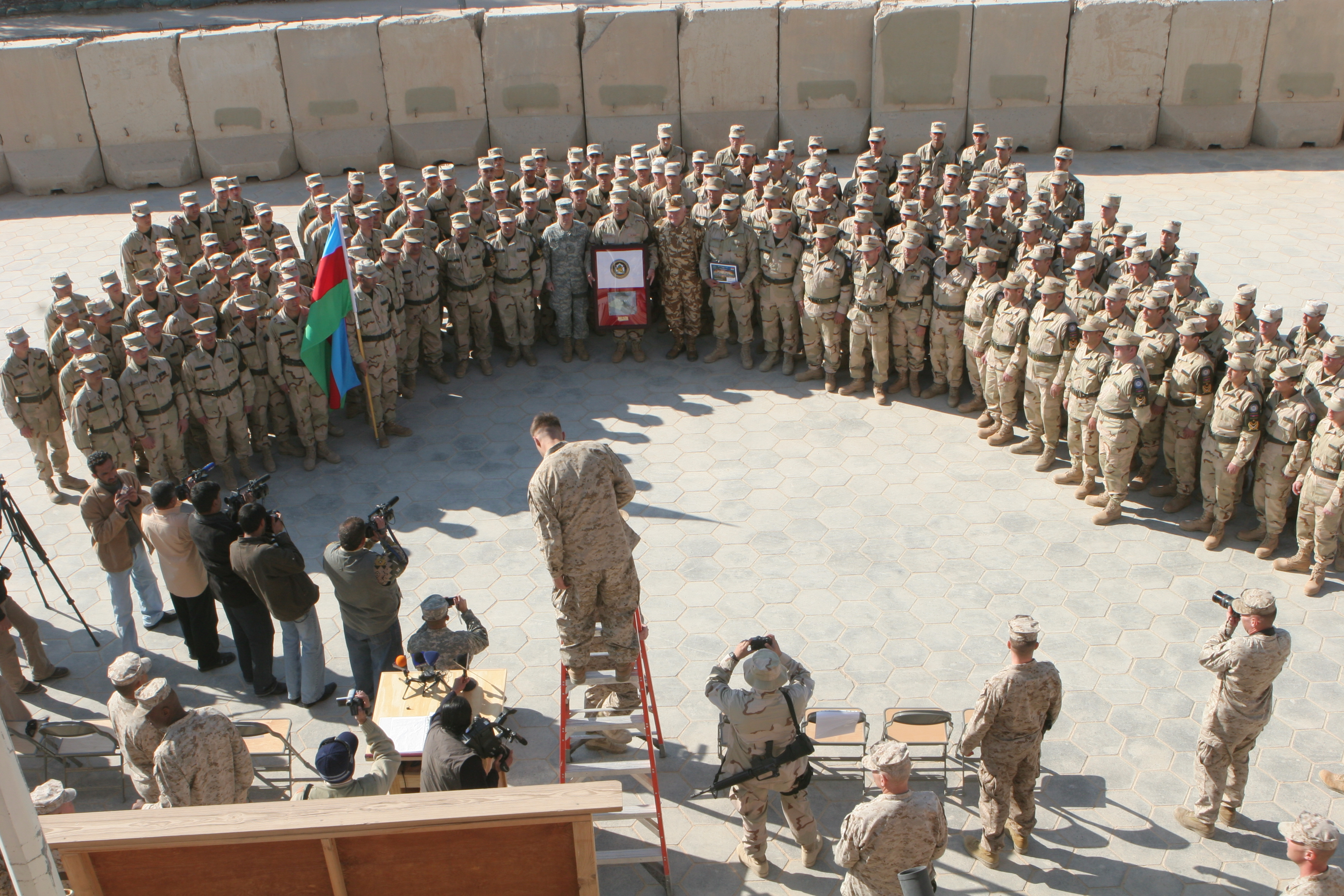
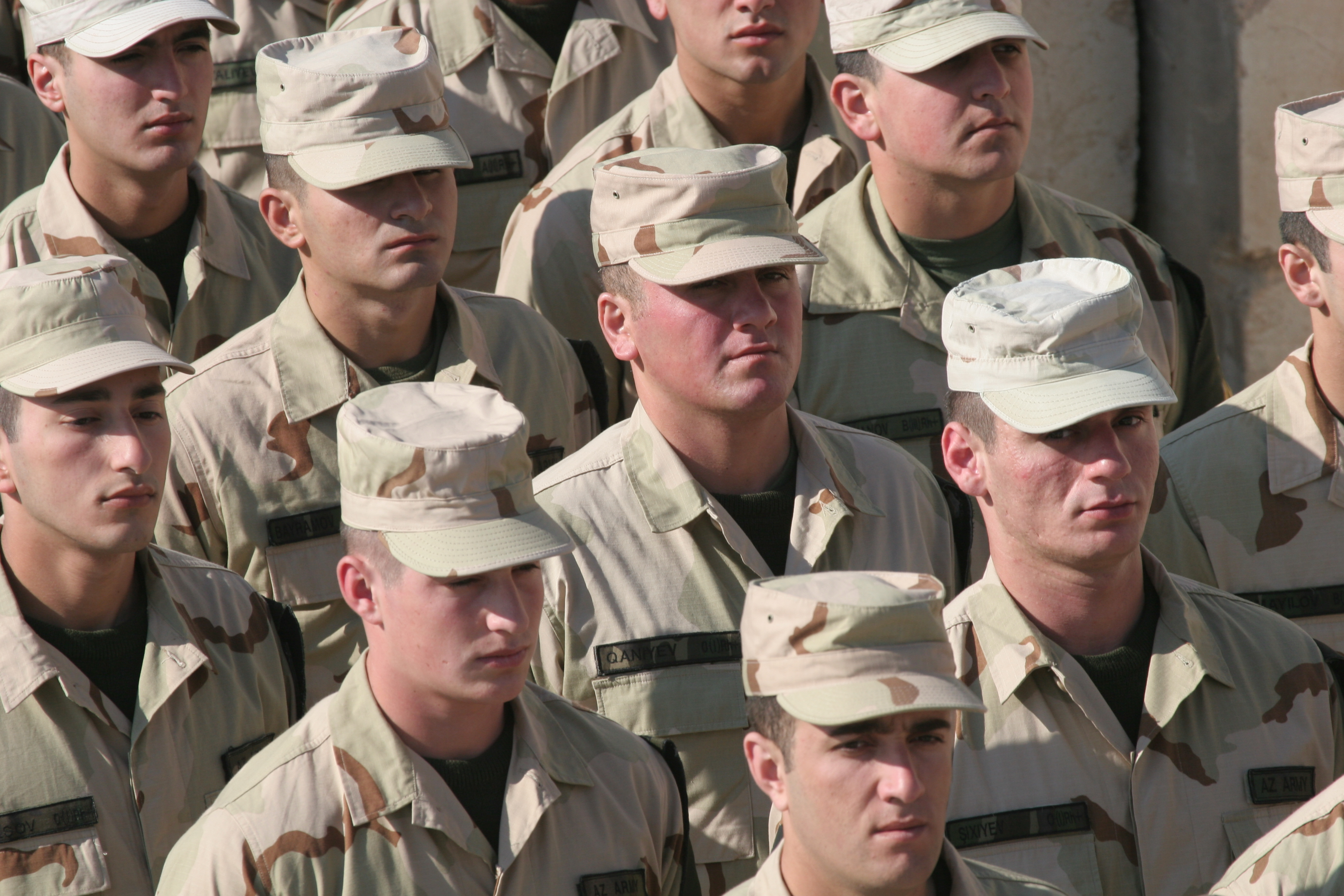
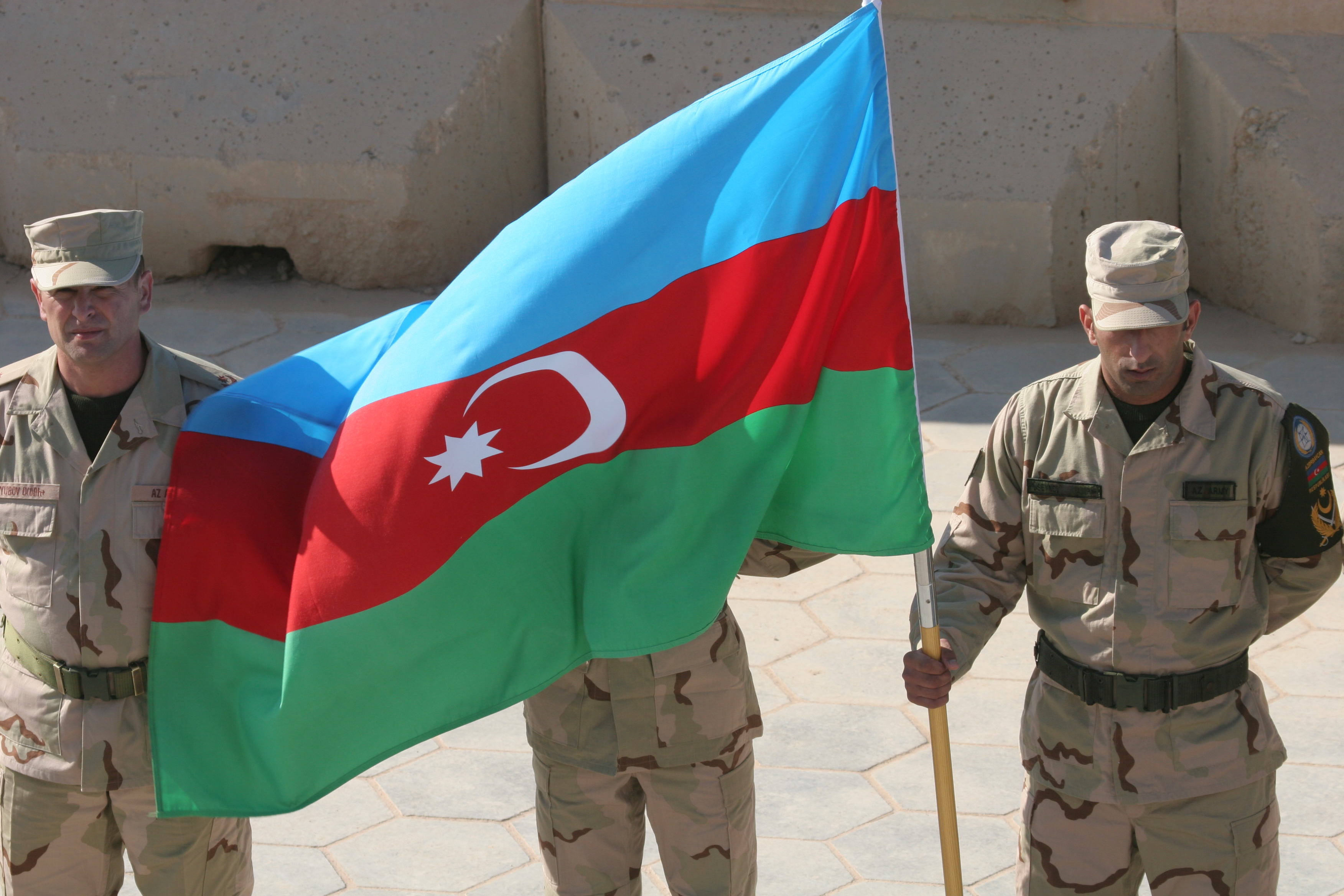
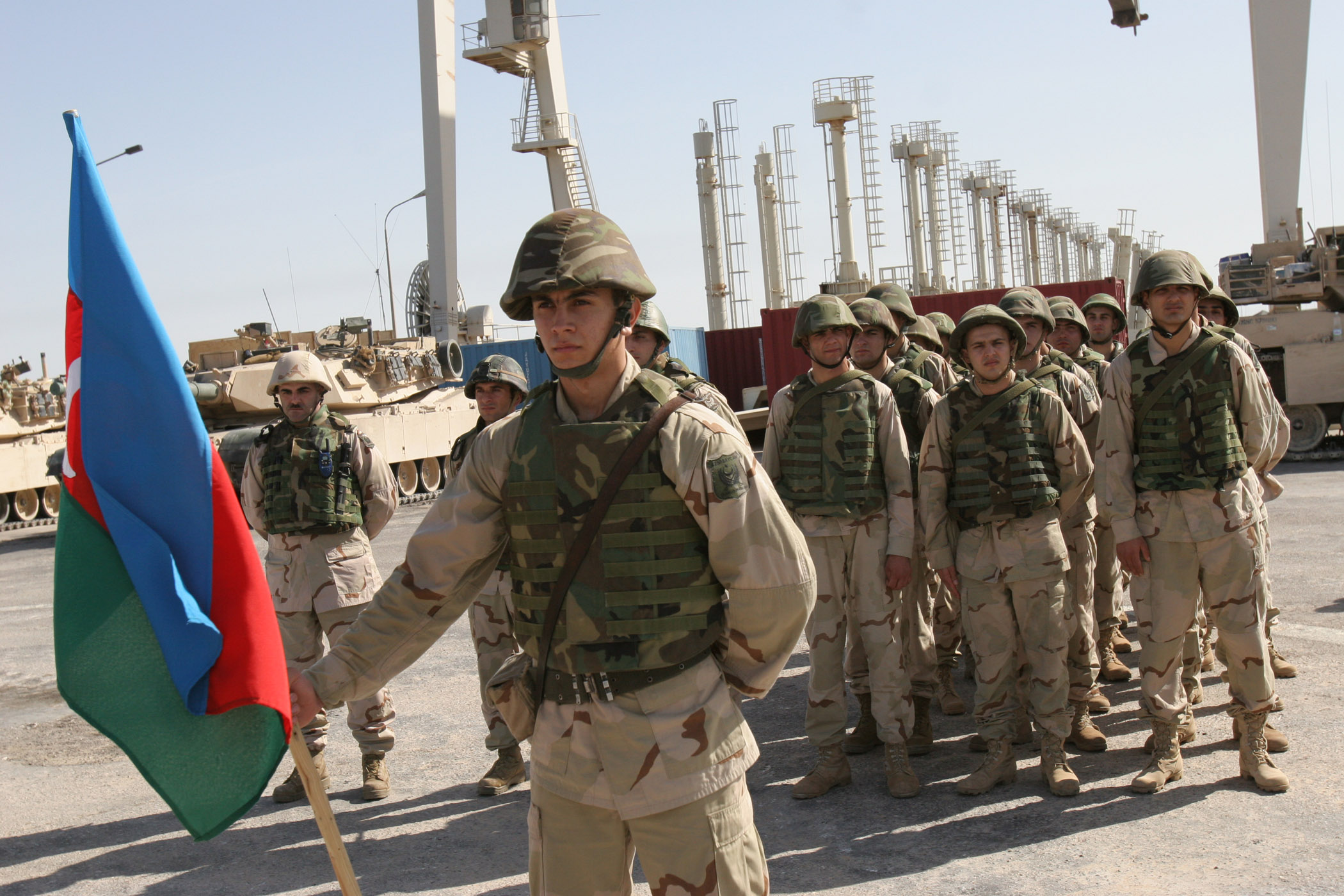
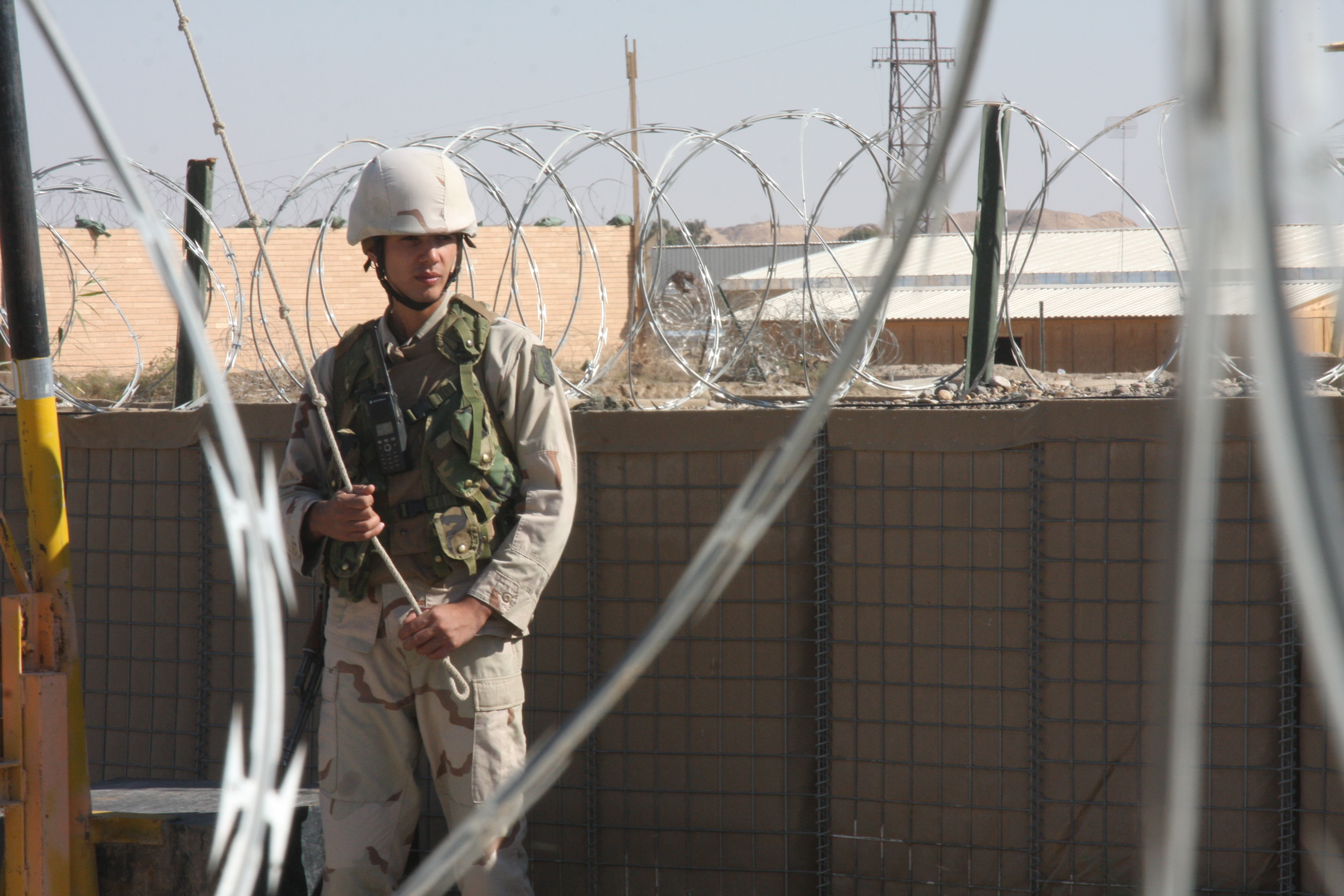
Азербайджанский солдат закрывает ворота на входе контрольной точки 1, плотины Хадита (Ирак), 17 ноября 2008.
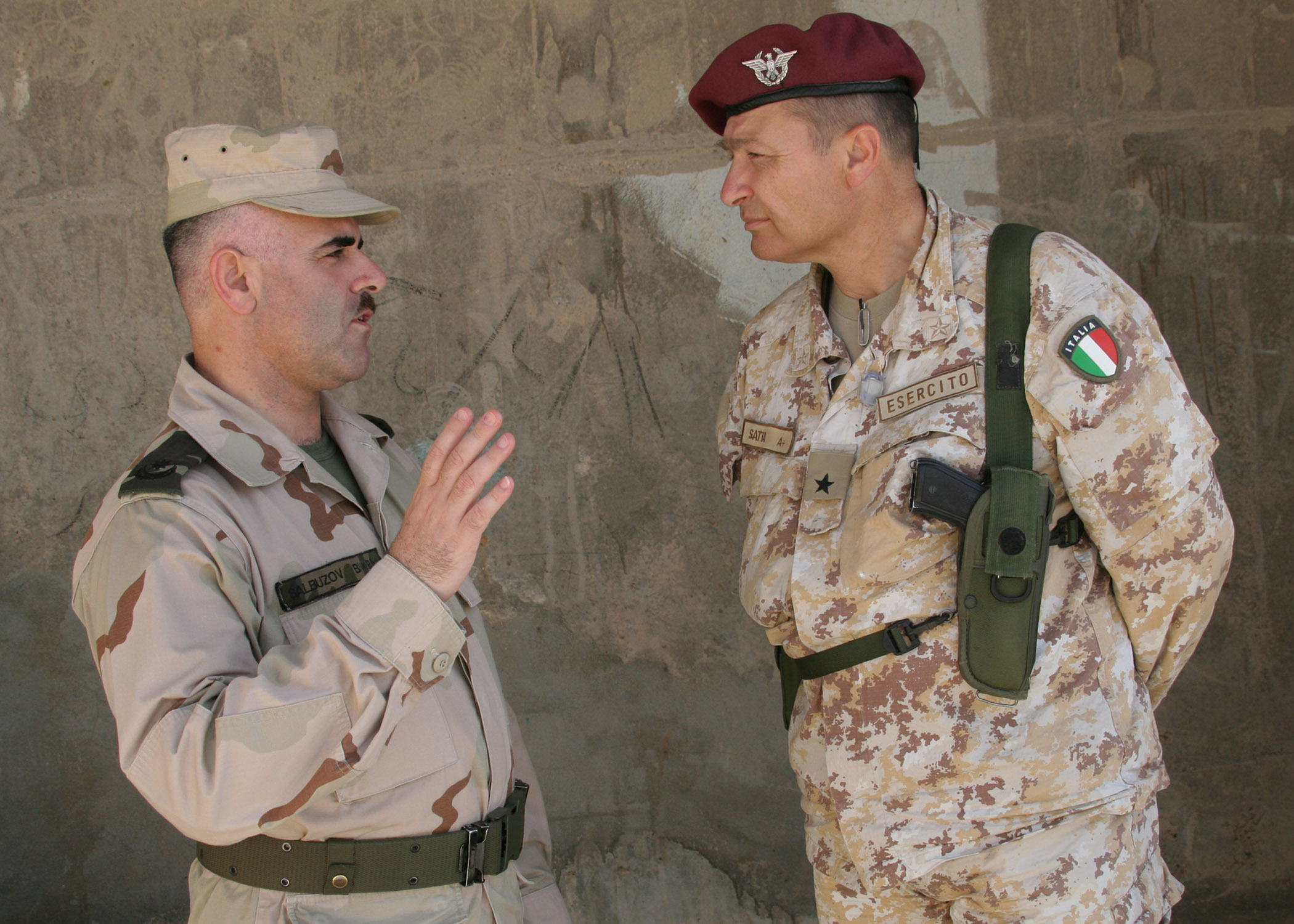
Итальянский бригадный генерал Антонио Сатта и командир азербайджанских миротворцев майор Эльхан Шалбузов обсуждают вопросы безопасности на охраняемом объекте.